# بيل هينزمان
بيل هينزمان (بالإنجليزية: Bill Hinzman)‏ هو ممثل أمريكي ولد بتاريخ 24 أوكتوبر 1936 وتوفي بتاريخ 5 فبراير 2012.

## أعماله
من أعماله فيلم نهر الظلام والمجانين.

## وصلات خارجية
بيل هينزمان على موقع IMDb (الإنجليزية)
- بيل هينزمان على موقع ألو سيني (الفرنسية)
- بيل هينزمان على موقع أول موفي (الإنجليزية)
- بيل هينزمان على موقع قاعدة بيانات الأفلام السويدية (السويدية)
- بيل هينزمان على موقع قاعدة بيانات الفيلم (الإنجليزية)
- بيل هينزمان على موقع كينوبويسك (الروسية)